# دیابلو جاویدان
دیابلو جاویدان (به انگلیسی: Diablo Immortal) یک بازی ویدئویی رایگان به سبک نقش‌آفرینی اکشن و برخط چندنفره گسترده از مجموعه بازی‌های دیابلو است که برای بازی در دستگاه‌های تلفن همراه طراحی شده‌است. این بازی که توسط بلیزارد انترتینمنت و نت‌ایز توسعه یافته، اواخر سال ۲۰۱۸ معرفی شد و در ۲ ژوئن ۲۰۲۲ برای سیستم‌عامل‌های اندروید و آی‌اواس در دسترس قرار گرفت. نسخهٔ بتای بازی نیز در همان تاریخ برای مایکروسافت ویندوز عرضه شد.

## بازتاب‌ها

### قبل از انتشار
واکنش به معرفی این بازی تا حد زیادی منفی بود. در حالی که مخاطبان بازی‌های سنتی معمولاً نسبت به نسخه‌های موبایل در اظهار نظر تردید دارند، نارضایتی جامعه و بازیکنان قدیمی دیابلو تشدید شد. آن‌ها نارضایتی خود را از طریق کانال‌های آنلاین ابراز کردند و جاویدان را به یکی از بازی‌های قبلی استودیوی نت‌ایز یعنی Crusaders of Light تشبیه کردند.
پس از معرفی بازی در بلیزکان، توسعه‌دهندگان در یک جلسه پرسش و پاسخ با شرکت کنندگان شرکت کردند. دو سؤال مهم از وایات چنگ طراح اصلی بازی در بلیزارد، پرسیده شد که توجه رسانه‌ها و مخاطبان را به‌طور چشمگیری جلب کرد، یکی از حاضران از وی پرسید که آیا این معرفی «یک شوخی خارج از فصل دروغ اول آوریل است»، و دیگری پرسید که آیا احتمال انتشار این عنوان برای رایانه شخصی وجود دارد یا خیر؟ و وقتی منفی جواب داد، جمعیت را او را هو کردند.
پس از اعلام این خبر، سهام اکتیویژن بلیزارد در اولین روز معاملات ۷٪ سقوط کرد. از ۲۰ ژوئن سال ۲۰۲۰، دو پیش پرده رسمی بازی در یوتیوب با ۳۳۸ هزار دیس لایک به ۲۶ هزار لایک برای تریلر گیم پلی، و ۷۶۰ هزار دیس لایک به ۳۱ هزار لایک برای تریلر سینمایی، رسید.